# Citti-Park

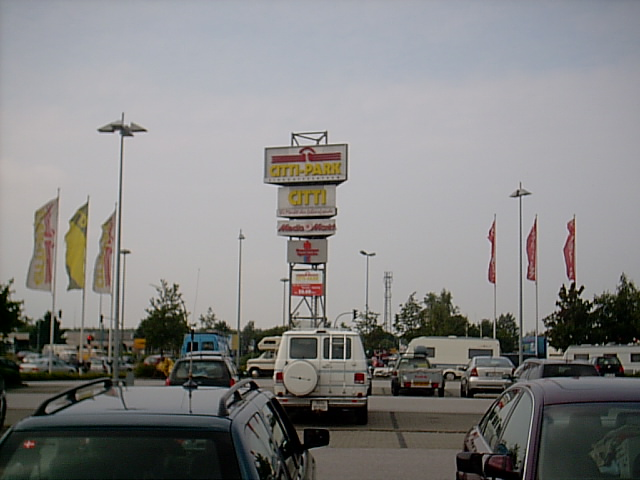
Citti-Park i Flensburg

Citti-Park är ett företag som driver köpcentrum i norra Tyskland. Företaget driver köpcentrum i städerna Flensburg, Kiel, Lübeck, Rostock och Stralsund.
I Citti-Park Flensburg finns bland annat McDonald's, Media Markt, Mister Minit, SG-Shop, Flensburger Sparkasse, Discothek Fun och Citti. Citti-affären motsvarar ungefär hälften av köpcentrets totala yta.
Lübeckköpcentret har affärer som Aldi, Citti, Apollo Optik, Toys 'R' Us, Media Markt och många småbutiker. 